# Arthur Hirsch
Arthur Hirsch   (Königsberg, 19 de juliol de 1866 - Zúric, 18 de novembre de 1948) va ser un matemàtic alemany.
Hirsch va acabar la seva escolarització el 1882 a la seva vila natal, Königsberg, i després va estudiar física i matemàtiques en les universitats de Berlin i Königsberg. Entre els seus professors a Königsberg estaven David Hilbert i Adolf Hurwitz. El 1892 va obtenir el seu doctorat a Königsberg amb una tesi sobre teoria de les equacions diferencials lineals.
L'any següent, va obtenor la habilitació docent al Politècnic de Zuric, en el qual va ser, successivament, professor ajudant des de 1893, professor titular des de 1897 i professor ordinari des de 1903 fins a la seva jubilació el 1936.
L'obra de Hirsch versa sobre tot en equacions diferencials i funcions hipergeomètriques. Va publicar diversos articles sobre el tema a Mathematische Annalen. Hirsch va ser membre de la Societat Matemàtica Suïssa des de la seva fundació el 1910.